# U'wa
Les U'wa (en tunebo « les gens intelligents sachant parler »), sont une communauté amérindienne de Colombie habitant la Sierra Nevada del Cocuy, sur la cordillère orientale des Andes au nord-est du département de Boyacá.

## Répartition géographique
La plupart de la population se trouve dans la municipalité de Cubará.

## Économie
La base économique des U'wa est le troc. Ils sont des agriculteurs, pêcheurs, chasseurs et récolecteurs. Ils sont des habitants permanents sur trois types étages thermiques leur permettant la diversité d'activités. À chaque saison, ils chantent différent types de mythes.

### Filmographie
- Le sang de la terre, film documentaire d'Ana Vivas, l'Harmattan vidéo, Paris, 2006 (cop. 2001), 52 min (DVD)